# Philippe Genty
Pour les articles homonymes, voir Genty.
Philippe Genty, né en 1938, est un auteur français, créateur de spectacles de théâtre contemporain basés sur les marionnettes dans toutes leurs dimensions.

## Biographie
Plasticien de formation, Philippe Genty entreprend, de 1962 à 1966, avec une bourse et l'aide de l'UNESCO de réaliser un film documentaire sur les théâtres de marionnettes dans le monde. Il fonde en 1968 la Compagnie Philippe Genty, qui mêle dans ses spectacles divers types de marionnettes, théâtre, danse, mime, jeux d'ombres et de lumières, musiques et sons. Très influencé par les expériences américaines de marionnettes géantes, notamment par le Bread and Puppet Theatre, Philippe Genty s'en démarque graduellement en n'utilisant plus les matériaux de récupération pour fabriquer ses formes animées et en créant de minuscules marionnettes. Ses créations sont présentées dans les années 1980 et 1990 au Théâtre de la Ville où il rencontre un grand succès lui permettant de faire des tournées en France et à l'étranger.

## Décorations
Le 29 juin 2004, il est promu au grade de commandeur de l'ordre des Arts et des Lettres.

## Quelques spectacles de la compagnie Philippe Genty
- 1980 : Rond comme un cube
- 1983 : Zigmund follies
- 1986 : Désirs parade
- 1989 : Dérives
- 1992 : Ne m'oublie pas
- 1995 : Voyageur immobile
- 1996 : Passagers clandestins créé à Adélaïde Stowaways.
- 1997 : Dédale créé lors du Festival d’Avignon dans la Cour d’honneur du Palais des Papes.
- 1998 : Océans et utopies créé pour l'Exposition spécialisée de 1998 à Lisbonne.
- 2001 : Le Concert incroyable créé dans la Grande galerie de l'évolution du Muséum national d'histoire naturelle.
- 2003 : Ligne de fuite, Théâtre de Chaillot
- 2005 : La Fin des terres, Théâtre de Chaillot
- 2005-2006 : Zigmund follies, Théâtre de Chaillot
- 2007 : Boliloc, Théâtre du Rond-Point
- 2010 : Voyageurs immobiles, Maison de la Culture de Nevers
- 2012 : reprise de Ne m'oublie pas avec des acteurs norvégiens
- 2017 : Paysages intérieurs

## Autres œuvres
Films
- 1967 : Rites et Jeux (UNESCO)

Séries télévisées
- 1969 : Le Tour du monde des marionnettes
- Les Onyx[Quand ?]
- 1970 : Gertrude et Barnabé

## Collaborateurs
- Mise en scène : Mary Underwood
- Musique :
  - René Aubry pour Désirs Parade, Dérive, Ne m'oublie pas, Boliloc et Ligne de Fuite
  - Henry Torgue et Serge Houppin pour Voyageur immobile, Dédale, La Fin des terres, Passages secrets, Voyageurs immobiles.
- Marionnettes : Alain Sachs et Alain Duverne